# 遠藤繁清
遠藤 繁清（えんどう しげきよ、1884年（明治17年） - 1965年（昭和40年）は、日本の医師。病理医、内科医。医家に生まれる。旧姓、槇（遠藤家に婿入り）。結核病学を専門とし、自身の結核療養の経験をもとに医学書を執筆し、診療にあたった。サナトリウム療法の第一人者と称される。秩父宮雍仁親王の主治医の一人。医学博士。

## 人物・経歴
静岡県立静岡中学校に学ぶ。1908年（明治41年）、東京帝国大学医科大学卒業。病理学教室を経て、1911年（明治44年）、青山内科へ移り、同年夏に自らの痰の検鏡を行い結核菌を見た。肋膜炎を発症、1ヶ月の入院を含む療養を経て、翌、1912年（明治45年）春より復職。1914年（大正3年）、伝染病研究所へ異動後、病状悪化、辞職。転地療養した。絶対安静と大気療法を徹底して『通俗結核病論』の執筆を始める。
1918年（大正7年）、茅ヶ崎の露国赤十字臨時療養所に勤務、1920年（大正9年）、東京市療養所副長。1928年（昭和3年）から翌年にかけて欧米視察。1929年（昭和4年）、満鉄に呼ばれ、1936年、南満州保養院初代院長。1940年（昭和15年）、秩父宮雍仁に肺結核の診断が下り、満州から内地に呼ばれ、結核研究所療養部長に就任、雍仁の主治医となる。
結核予防指導看護婦養成所長を務め、1942年（昭和17年）日本医療団発足時から1944年（昭和19年）まで理事を務めた。1942年（昭和17年）、第11回日本医学会総会で総会講演『拓殖青少年の結核』。1953年1月、雍仁薨去に伴い、遺言により実施された病理解剖に立ち会った。

## 逸話
中村彝の最後の主治医としても知られる。1921年（大正10年）4月より主治医となり、以来、彝の医者遍歴や治療遍歴が止んだと伝えられている。今村繁三宛て書簡に次のように記されている。
「東京結核療養所副所長遠藤繁清氏は、人格学識共に私が今までかゝつた多くの医師の中で傑出したお方だと思つてゐます。呼吸器の療養法に就いては随分名のある医師でも、その研究が不十分であつたり、旧来の誤つた考を持つてゐる人が多く、その為に患者はどの位損をするか知れません。」（大正13年3月8日 今村繁三宛書簡）

## 著書
- 『結核の完全治療』 実業之日本社 1954
- 『新療養道』 実業之日本社 1949
- 『新療養道』 実業之日本社 1947
- 『滿洲ノ結核問題』 日本結核病学会 1941.1
- 『新療養道』 実業之日本社 1940.7
- 『滿洲と結核』 満州文化協会 1933.5
- 『看護の仕方上手とされ方上手』 実業之日本社 1932
- 『新療養道』 実業之日本社 1932
- 『新療養道』 実業之日本社 1929
- 『通俗結核病論 : 予防及療養の指針』 遠藤繁清, 長与又郎 著 丸善 1920